# Rue des Marais
Cet article court présente un sujet plus développé dans : rue de Nancy, place Jacques-Bonsergent et rue Albert-Thomas.
La rue des Marais, antérieurement aussi appelée rue des Marais-du-Temple ou rue des Marais-Saint-Martin, est l’ancien nom d’une voie publique du quartier de la Porte-Saint-Martin (39e quartier administratif de Paris) du 10e arrondissement de Paris. Elle ne doit pas être confondue avec la rue des Marais-Saint-Germain, voie du 6e arrondissement renommée « rue Visconti » par le décret du 24 août 1864.

## Situation
Cette voie, visible sur le plan de Gomboust en 1652, commençait au nos 1 et 3 rue du Faubourg-du-Temple et finissait aux nos 86 et 88 rue du Faubourg-Saint-Martin.

## Origine du nom
Ouverte sur des terrains en marais, elle en a retenu le nom.

## Historique
En 1772, elle n'était encore bordée que d'un petit nombre de constructions.
La section entre la rue de la Douane (actuelle rue Léon-Jouhaux) et la rue du Faubourg-du-Temple est supprimée pour permettre la construction de la caserne Vérines, déclarée d'utilité publique en 1856. La partie centrale de la rue disparait également lors du percement du boulevard de Magenta, déclaré d'utilité publique en 1859,.
Le 30 août 1914, dès le début de la première Guerre mondiale, la rue des Marais est bombardée par un raid aérien, exécuté par un avion Taube allemand.
L’arrêté du 23 janvier 1930 a donné à une section (140 mètres) de la rue des Marais le nom de « rue de Nancy », par l'arrêté du 7 juillet 1945 relatif à la création de la place Jacques-Bonsergent ; une autre partie de la rue des Marais se trouvait englobée dans cette place, tout comme une partie de la rue de Lancry.
L’arrêté du 29 juillet 1970 a donné le nom de « rue Albert-Thomas » au restant (265 mètres) de la « rue des Marais ».

## Bâtiments remarquables et lieux de mémoire
- no 46 : Charles de Chilly (1803-1872), acteur de théâtre, y demeurait et y est décédé[7].
- n° 95 : Fernand Ochsé (1879-1944), auteur, compositeur, décorateur, peintre et dandy proustien et Julien Ochsé (1874-1936), poète, y sont nés.